# Cost de tranzacție
De cele mai multe ori costurile de tranzacție sunt definite ca reprezentând costurile tuturor resurselor necesare pentru a face o schimbare (de exemplu descoperirea unor oportunități de schimb, negocierea schimbului, monitorizare)..Termenul de "cost de tranzacție" a fost folosit pentru prima data de către economistul Ronald Coase în articolul său "The Nature of the Firm".
O funcție majoră a instituțiilor este aceea de a scădea costurile de tranzacție dintre interacțiunile umane.

## Costuri de tranzacție în procese de tranziție
Este vorba aici (în articol) de costurile de tranzacție și despre ce rol au acestea în cazul unor reforme instituționale, mai exact în cazul procesului de tranziție de la sistemul economic socialist la sistemul de piață liberă.

## Reguli formale și informale în ceea ce privește costurile de tranzacție în procese de tranziție de sistem
Atunci când  se vorbește despre procesul de tranziție de la un sistem la altul, intră în discuție printre altele și  reformarea instituțiilor. Regulile jocului se stabilesc între instituțiile sistemului, care constau în acest caz în instituții formale și informale. Din moment ce regulile informale nu reprezintă o variabilă politică, tranziția de la un sistem la altul trebuie să însemne promulgarea unor reguli formale (noi). Acestea sunt: constituția, justiția și regulile guvernamentale. Rezultatele tranziției depind de interacțiunea dintre regulile formale și cele informale. Noile reguli formale creează noi stimulente și oportunități pentru interacțiunile umane.
S-a constatat faptul că armonia dintre regulile formale și cele informale este un factor ce reduce costurile de tranzacție în cazul menținerii structurilor dintr-o comunitate.
Se poate sugera faptul că interacțiunile dintre instituțiile formale ale capitalismului și elemente de bază din cultura fostelor state socialiste, poate fi un motiv important pentru încetinirea rezultatelor în cazul reformării instituționale.

## Reguli formale în sistemul capitalist
Cele mai importante reguli formale care diferențiază capitalismul de alte sisteme sunt: 
- credibilitatea și stabilitatea drepturilor de proprietate
- libertatea contractelor
- independența judiciară
- constituția.

### Rolul regulilor formale
Unii gânditori consideră aceste instituții formale de bază ale capitalismului ca fiind (figurativ) drepturi negative.
Funcția majoră a acestor drepturi negative este aceea de a reduce puterea discreționară a statelor legislatoare și birocratice și de a proteja drepturile individuale și proprietatea privată de regula majorității, cu alte cuvinte de a scădea costurile de tranzacție dintre stat și societate.
- Libertatea contractelor reduce costurile tranzacționale în ceea ce privește identificarea valorii resurselor cu privire la sporirea productivității.
- Un sistem judiciar independent servește la funcționarea și protejarea drepturilor individului împotriva restului lumii.
- Constituția protejează individul împotriva regulii majorității. De aceea Buchanon a spus adesea că termenul "constituție" ar trebui să apară înainte de termenul "democrație".[3]

## Individualism și tranziție instituțională
Instituțiile de bază ale capitalismului cer o cultură a individualismului, o cultură a încurajării individului de a-și urma propriile scopuri, inițiative. Astfel se poate spune faptul că o constrângere informală a interacțiunilor umane este cultura. Rezultatele reformării instituționale din țările fost-socialiste depind de abilitatea, în mod individual a acestora de a reduce în perioada de tranziție  costurile de tranzacție, pornind de la interacțiunea dinte instituțiile formale ale capitalismului și cultura respectivelor țări.